# Estadio Centenario
Estadio Centenario este un stadion în Parque Batlle, lângă Montevideo în Uruguay. Stadionul a fost construit între 1929 și 1930 pentru a găzdui Campionatul Mondial de Fotbal 1930. El este listat de FIFA ca fiind unul din stadioanele clasice ale lumii, alături de Maracanã, Stadionul Wembley, San Siro, Estadio Azteca, și Stadionul Santiago Bernabéu.

## Concerte
Stadionul a găzduit numeroase concerte ale artiștilor naționali și internaționali, cum ar fi:

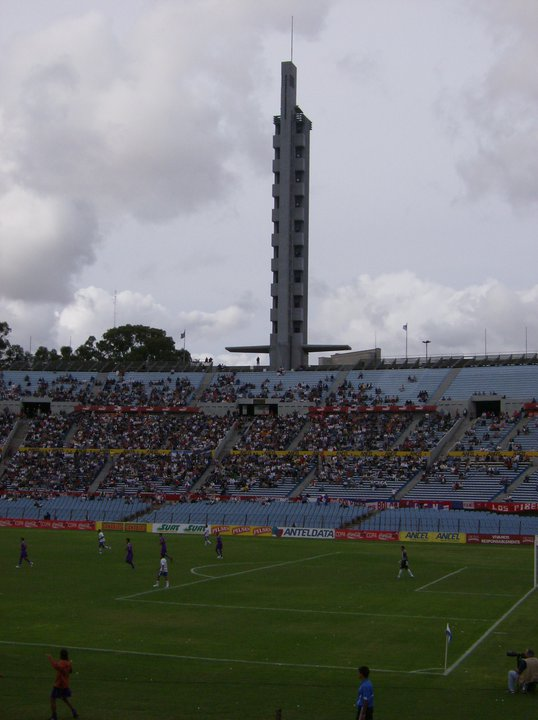
Olympic Tribune

| - Aerosmith - Amaral - Árbol - Arnaldo Antunes - Attaque 77 - Brian May - Bryan Adams - Buitres Después de la Una - Charly García - Chayanne - Enrique Iglesias - Eric Clapton - Fito Páez - Guns N' Roses - Joaquín Sabina - Joe Cocker - Joe Vasconcellos - Jorge Drexler - Los Olimareños - Los Piojos | - Luciano Pavarotti - Luis Miguel - Maná - No Te Va Gustar - Nortec Collective - Patricio Rey y sus Redonditos de Ricota - Paul McCartney - Plácido Domingo - ReyToro - Ricardo Arjona - Rod Stewart - Roxette - Rubén Blades - Sebastian Bach - Serú Girán - Soledad Pastorutti - Sting - Sui Generis - Teen Angels - The Cult |